# 塔法希島

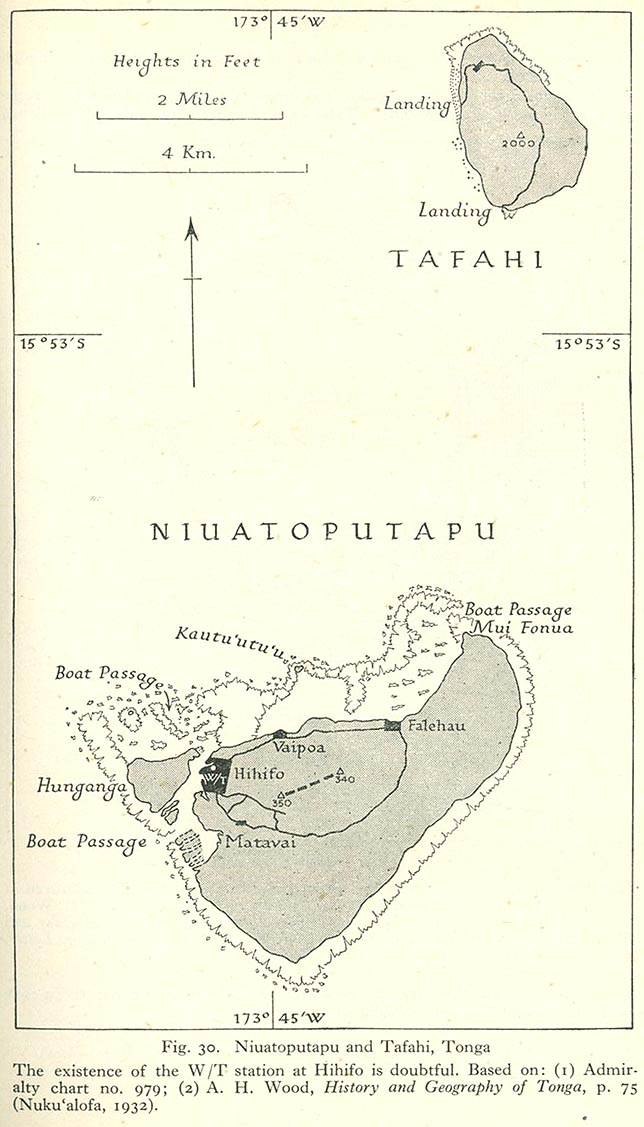
塔法希島（右上）與紐阿托普塔普島（下）

塔法希島是太平洋島國湯加的島嶼，位於該國北部紐阿斯群島，鄰近薩摩亞的薩瓦伊島，長2.8公里、寬1.2公里，面積3.42平方公里，最高點海拔高度560米，2001年人口69。
15°51′S 173°43′W / 15.850°S 173.717°W